# Литий-никель-марганец-кобальт-оксидный аккумулятор
Литий-никель-марганец-кобальт-оксидный аккумулятор (LiNixMnyCozO2, NMC) — 
тип электрического аккумулятора, являющийся разновидностью литий-ионного аккумулятора, в котором катод изготавливается из сплавов оксида никеля, марганца, кобальта, лития.

## Характеристики
- Удельная плотность энергии: 150–200 (Вт•ч/кг)[2][3]
- Число циклов заряд-разряд: более 1000.
- Напряжение
  - максимальное в элементе: 4,3 В (полностью заряжен)
  - средней точки: 3,7 В
  - минимальное: 2,6 В (полностью разряжен)

## Применение
Преимуществами аккумуляторов данного типа являются большая потенциальная емкость (более 250 мАч/г), низкая стоимость и высокая устойчивость к изменению температурного режима. Они применяются в электротранспорте, источниках бесперебойного питания.